# Mirabilis
- Commons
- Wikispecies

Mirabilis é a designação comum às plantas do gênero Mirabilis L., da família das nictagináceas, que reúne 54 espécies, nativas de regiões subtropicais das Américas (principalmente do Sudoeste da América do Norte) e apenas uma espécie do Himalaia. Muitas delas são cultivadas como ornamentais, como por exemplo a maravilha (Mirabilis jalapa), flor ícone do ICQ.

## Sinonímia
- Allioniella Rydb.
- Calyxhymenia Ortega
- Hermidium S. Watson
- Hesperonia Standl.
- Nyctago Juss.
- Oxybaphus L'Hér. ex Willd.
- Quamoclidion Choisy

## Espécies
1. Mirabilis acuta
2. Mirabilis aggregata
3. Mirabilis albida
4. Mirabilis alipes
5. Mirabilis ambigua
6. Mirabilis angustifolia
7. Mirabilis angustifolius
8. Mirabilis arenaria
9. Mirabilis aspera
10. Mirabilis austrotexana
11. Mirabilis bigelovii
12. Mirabilis bracteosa
13. Mirabilis californica
14. Mirabilis campanulata
15. Mirabilis campestris
16. Mirabilis carletoni
17. Mirabilis cedrosensis
18. Mirabilis cervantesii
19. Mirabilis ciliata
20. Mirabilis ciliatifolia
21. Mirabilis coahuilensis
22. Mirabilis coccinea
23. Mirabilis collina
24. Mirabilis comata
25. Mirabilis cordata
26. Mirabilis cordifolia
27. Mirabilis corymbosa
28. Mirabilis decipiens
29. Mirabilis decumbens
30. Mirabilis dichotoma
31. Mirabilis diffusa
32. Mirabilis divaricata
33. Mirabilis donahooana
34. Mirabilis donahooiana
35. Mirabilis elegans
36. Mirabilis eutricha
37. Mirabilis exaltata
38. Mirabilis expansa
39. Mirabilis exserta
40. Mirabilis froebelii
41. Mirabilis gausapoides
42. Mirabilis gigantea
43. Mirabilis glabra
44. Mirabilis glabrifolia
45. Mirabilis glandulosa
46. Mirabilis glutinosa
47. Mirabilis gracilis
48. Mirabilis grandiflora
49. Mirabilis grayana
50. Mirabilis greenei
51. Mirabilis heimerlii
52. Mirabilis himalaica
53. Mirabilis hintoniorum
54. Mirabilis hirsuta
55. Mirabilis hybrida
56. Mirabilis intercedens
57. Mirabilis jalaba
58. Mirabilis jalapa
59. Mirabilis japonica
60. Mirabilis lanceolata
61. Mirabilis latifolia
62. Mirabilis laevis
63. Mirabilis limosa
64. Mirabilis lindheimeri
65. Mirabilis linearis
66. Mirabilis longiflora
67. Mirabilis longipes
68. Mirabilis macfarlanei
69. Mirabilis melanotricha
70. Mirabilis micrantha
71. Mirabilis microchlamydea
72. Mirabilis muelleri
73. Mirabilis multiflora
74. Mirabilis nesomii
75. Mirabilis nyctaginea
76. Mirabilis nyctagineus
77. Mirabilis oaxacae
78. Mirabilis oblongifolia
79. Mirabilis odorata
80. Mirabilis oligantha
81. Mirabilis oxybaphoides
82. Mirabilis parviflora
83. Mirabilis pauciflora
84. Mirabilis pedunculata
85. Mirabilis planiflora
86. Mirabilis planta
87. Mirabilis polonii
88. Mirabilis polyphylla
89. Mirabilis pringlei
90. Mirabilis procera
91. Mirabilis prostrata
92. Mirabilis pseudaggregata
93. Mirabilis pseudaggreguta
94. Mirabilis pubescens
95. Mirabilis pudica
96. Mirabilis pulchella
97. Mirabilis pumila
98. Mirabilis retrorsa
99. Mirabilis rotata
100. Mirabilis rotundifolia
101. Mirabilis russellii
102. Mirabilis sanguinea
103. Mirabilis serotina
104. Mirabilis suaveolens
105. Mirabilis suffruticosa
106. Mirabilis tenuiloba
107. Mirabilis texensis
108. Mirabilis toscae
109. Mirabilis triandra
110. Mirabilis triandria
111. Mirabilis triflora
112. Mirabilis trolli
113. Mirabilis tubiflora
114. Mirabilis undulata
115. Mirabilis uniflora
116. Mirabilis urbani
117. Mirabilis violacea
118. Mirabilis viscosa
119. Mirabilis watsoniana
120. Mirabilis weberbaueri
121. Mirabilis wrightiana
122. Mirabilis xalapa

- Lista completa

## Classificação do gênero
| Sistema | Classificação                      | Referência               |
| ------- | ---------------------------------- | ------------------------ |
| Linné   | Classe Pentandria, ordem Monogynia | Species plantarum (1753) |